# Намджагбарва
Намджагбарва (Намчаба́рва; устар. пер. — Намча-Варва; официально: Namjag Barwa) (7782 м) — вершина в восточных Гималаях. Расположена в Тибете в 22 км к юго-востоку от Гьяла-Пери (7294 м). 28 по высоте вершина в мире и самая восточная вершина свыше 7600 метров. Брахмапутра огибает массив Намджагбарвы, прорываясь сквозь Ассамские Гималаи. Намджагбарва является восточной оконечностью Гималаев (западной точкой считается Нангапарбат).
После покорения Батуры (7795 м) в 1976 году, Намджагбарва была самой высокой непокорённой горой в мире до 1992 года, когда была покорена.
Намджагбарва была обнаружена в 1912 году британскими исследователями, но район оставался непосещаемым вплоть до начала попыток восхождения китайскими альпинистами в 80-х годах XX века. Они разведали несколько возможных путей восхождения, но так и не достигли вершины. В 1990 году японско-китайская экспедиция более тщательно исследовала гору. Другая объединённая экспедиция в 1991 достигла высоты 7460 метров, но потеряла при этом в лавине альпиниста Хироси Ониси. На следующий год третья японско-китайская экспедиция, разбив шесть промежуточных лагерей на южном ребре, пройдя через среднюю вершину Наи Пенг (7043 м), достигла вершины 30 октября.
Гималайский журнал не содержит данных о последующих попытках восхождения.